# Cummingtonita
La cummingtonita és un mineral del grup dels silicats, subgrup inosilicats i dins d'ells pertany als amfíbols monoclínics. És un silicat de ferro i magnesi, amb aspecte d'agregats bacil·lars color castany. És polimorf de la antofil·lita, amb la seva mateixa composició química però diferent sistema cristal·lí.
En realitat, cummingtonita és el terme intermedi d'una sèrie de solució sòlida amb quantitats de ferro i magnesi substituïbles entre si, de manera que tota la sèrie es denomina amb aquest nom. En un extrem de la sèrie estarà la magnesiocummingtonita (Mg₇Si₈O22(OH)₂) i en l'altre extrem la grunerita (Fe₇Si₈O22(OH)₂).

## Etimologia
El terme procedeix de la ciutat de Cummington, a Massachusetts (EUA), on va ser descrit per primera vegada l'any 1824.
Sinònims molt poc usats són antolita i kievita.

## Ambient de formació
Apareix en roques metamòrfiques, tant metamorfisme de contacte com a regional, de fàcies d'esquists verds o eclogites esquists blaus. També es pot trobar com a mineral primari en algunes diorites, gabres i norites.
Minerals associats a la cummningtonita en totes aquestes roques són hornblenda, antofil·lita, actinolita, tremolita, arfvedsonita, glaucòfan, quars i granat.

## Localització, extracció i ús
Jaciments importants d'aquest mineral es troben a Massachusetts, Dakota del Sud i Wisconsin (EUA), a Labrador (Canadà), Japó, Escòcia, Finlàndia, Noruega i Suècia. A Espanya es troba a Belmonte de Miranda (Astúries), Níjar (Almeria), Pontedeume (La Corunya), Tordera (Barcelona) i Ojén (Màlaga).
La cummingtonita no té ús comercial, només interès científic i de col·leccionista.